# 陋巷に在り
『陋巷に在り』（ろうこうにあり）は、中国史に題材をとる酒見賢一の大河小説である。『小説新潮』に1990年（平成2年）12月号より2002年（平成14年）5月号まで135回の長期連載、単行本は1992年（平成4年）11月に新潮社より第1巻を刊行、2002年9月に最終巻となる第13巻が刊行された。酒見賢一は1992年に本作第1巻-儒の巻-及び『墨攻』『ピュタゴラスの旅』で歿後五十年中島敦記念賞を受賞。

## 作品概要

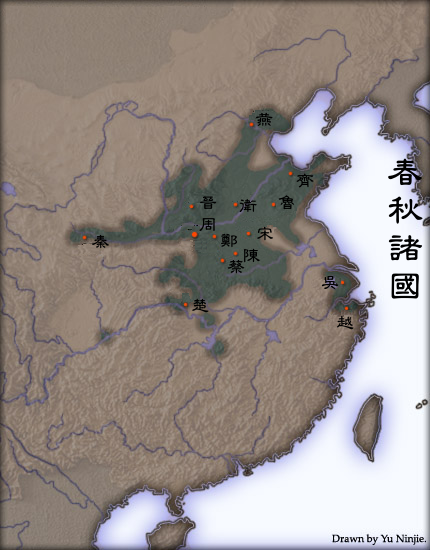
春秋諸国

春秋時代の魯を舞台に孔子が「賢なるかな回や。一箪の食、一瓢の飲、陋巷に在り。」と賞賛した愛弟子顔回を主人公とし、史実に基づきながらも大胆な解釈で奇想天外な物語が展開する。
物語は定公10年（紀元前500年）に行われた「夾谷の会」と呼ばれる魯と隣の大国斉との外交会議から始まる。それに先立ち魯で陽虎が叛乱を起こしたのと同じ頃、孔子の弟子となるため魯の都曲阜にやってきた顔回。陋巷に住み、孔子が政界で多忙な時期にもかかわらず政治の喧騒を離れ学問にいそしむ顔回だが、歴史の裏側では他の誰にもできない顔回の活躍があった。
当時の魯は君主定公に実質的な力はなく三桓家により支配されていた。孔子は三桓家の軍事力の基盤である郈城、費城、成城を国の政策として取り壊そうとする。その後、定公12年（紀元前498年）もしくは定公13年（紀元前497年）に孔子一団が魯を離れ諸国放浪の旅に出るまで、春秋や史記などでは簡潔な文章で述べられているにすぎない歴史的事実の裏側にある人間模様を濃密に描いている。

## 主要登場人物
顔回（がんかい）
回は名、字は子淵（しえん）。生まれながらに特別な才能を持ち尼丘（じきゅう）では太長老の後継者となるべく育てられたが、邑を離れ孔子の弟子となる。魯の都城曲阜の陋巷に住んで孔子に学んでいる。
妤（よ）
陋巷で顔回の近所に住む少女。万引き現場を取り押さえられているところを顔回に助けられ恋心を持つ。
顔路（がんろ）
路は字、名は無繇（むよう）。顔回の父であり自身も孔子の弟子。尼丘から派遣され、顔回が曲阜に出てくる前から陋巷に住んでいた。
五六（ごろく）
顔回の守り役。顔儒の一族で顔穆の弟子。普段は影のように隠れて顔回と行動を共にしている。傴僂。
孔子（こうし）
名は丘（きゅう）、字は仲尼（ちゅうじ）、儒教の祖。魯の司寇となり政治の重要な地位にある。
子路（しろ）
子路は字、姓名は仲由（ちゅうゆう）。暴れ者であったが孔子に心酔し弟子入り、弟子の中では年長で兄貴分的存在。季孫氏の宰となる。
子貢（しこう）
子貢は字、姓名は端木賜（たんぼくし）。衛の国の商人であったが孔子の礼に興味を持ち、孔子に介してもらうべく顔回を訪ねてきた。弁舌に長け商才がある。
公冶長（こうやちょう）
字は子長（しちょう）。史記では斉の人だが本作では尼丘から孔子のもとに派遣された術者。孔子に魅了され本当の弟子となる。父と共に尼丘で暮らしていたが顔氏の一族ではない。鳥の言葉を解す特殊能力がある。
冉伯牛（ぜんはくぎゅう）
伯牛は字、名は耕（こう）。孔子の信頼も厚い弟子。顔路とは年齢も近く仲がよい。子貢に同行して少正卯の塾を訪ねて以降、体調を崩し重い病気となる。
太長老（たいちょうろう）
尼丘山の邑に暮らす顔儒一族の指導者、推定年齢120歳以上。儒の改革者である孔子は太古からの原儒を伝える一族にとっては危険な存在であるが、変わることは歴史の必然であることも理解しており、亡き娘の子である孔子を陰で助けている。
顔穆（がんぼく）
字は倏（しゅく）。太長老の守り役、70歳を越えているが驚異的な身体能力を持つ。一族の者には「お守り様」と呼ばれる。生涯で唯一恋心を持った女性の子である孔子に対し屈折した感情を持っている。五六の師。
顔徴在（がんちょうざい）
太長老の末娘であり孔子の母。本来季女は結婚せず家に残らなければならないが尼丘の邑を出て孔子を産んだ。作中ではすでに故人となっている。
少正卯（しょうせいぼう）
その名は史書にも登場するが実在は不明。本作においては敵役一味の首領的存在。孔子に対抗し曲阜で塾を開き、魯の政界に登場する。
悪悦（あくえつ）
悦は名、字は仲桀（ちゅうけつ）。少正卯の門弟。自身の術に酔うと師である少正卯の意に反して暴走してしまうことも。
子蓉（しよう）
悪子蓉。悪悦の妹で媚術を使う美女。その容姿に似ず虎のような戦闘能力を持つ。作中随一の危険人物で悪悦や少正卯すらも子蓉を恐れている。
定公（ていこう）
魯国の君主。
季桓子（きかんし）
三桓家のひとつ季孫氏の当主。
孟懿子（もういし）
三桓家のひとつ孟孫氏の当主。
叔孫武叔（しゅくそんぶしゅく）
三桓家のひとつ叔孫氏の当主。
子服景伯（しふくけいはく）
景伯は諡、名は何（か）。孟孫氏の分家の家系で魯の馬正を務める。魯政界においては孔子に好意的な人物。
公山不狃（こうざんふじゅう）
字は子洩（しせつ）、季孫氏の家臣で魯国内の費城の宰。義のある人物で民衆にも慕われているが陽虎の叛乱にかかわり費城を占拠。
公斂處父（こうれんしょほ）
處父は字、名は陽（よう）。孟懿子の忠臣で成城の宰。
医鶃（いげい）
南方を窮めた医者。少正卯らが使う南方の術を知るため太長老に招かれ尼丘にやってきた。子蓉の媚術により瀕死となった妤の治療にあたる。
祝融（しゅくゆう）
医鶃が事える南方の神、炎の化身たる女神娘々（にゃんにゃん）。妤を救うため生者でありながら九泉（漢語としての「黄泉」）に向かう顔回を導く。
女魃（じょばつ）
干害（旱魃）を引き起こす禍神。子蓉に力を貸し九泉にて顔回を眩惑する。

## 評価
SF小説の書評で著名な大森望が2000年代のSF作品から選んだ「ゼロ年代SF100」に含まれている。また石堂藍は「中国歴史小説の皮をかぶったファンタジー」と評し、呪術のからんだ権謀術数が繰り広げられるあり得ざる孔子伝でありながら、一般的な孔子伝説からはずれていないのは作者のアクロバティックな力技、と解説している。

## 書誌情報

### 新潮社
- 陋巷に在り1-儒の巻 (1992年11月) ISBN 4-10-375104-5
- 陋巷に在り2-呪の巻 (1993年8月) ISBN 4-10-375105-3
- 陋巷に在り3-媚の巻 (1994年5月) ISBN 4-10-375106-1
- 陋巷に在り4-徒の巻 (1995年1月) ISBN 4-10-375107-X
- 陋巷に在り5-妨の巻 (1995年8月) ISBN 4-10-375108-8
- 陋巷に在り6-劇の巻 (1996年4月) ISBN 4-10-375109-6
- 陋巷に在り7-医の巻 (1997年1月) ISBN 4-10-375110-X
- 陋巷に在り8-冥の巻 (1997年12月) ISBN 4-10-375111-8
- 陋巷に在り9-眩の巻 (1998年8月) ISBN 4-10-375112-6
- 陋巷に在り10-命の巻 (1999年8月) ISBN 4-10-375113-4
- 陋巷に在り11-顔の巻 (2000年9月) ISBN 4-10-375114-2
- 陋巷に在り12-聖の巻 (2001年9月) ISBN 4-10-375115-0
- 陋巷に在り13-魯の巻 (2002年9月) ISBN 4-10-375116-9

### 新潮文庫
- 陋巷に在り1-儒の巻 (1996年3月) ISBN 4-10-128113-0
- 陋巷に在り2-呪の巻 (1997年7月) ISBN 4-10-128114-9
- 陋巷に在り3-媚の巻 (1998年4月) ISBN 4-10-128115-7
- 陋巷に在り4-徒の巻 (1998年8月) ISBN 4-10-128116-5
- 陋巷に在り5-妨の巻 (1999年6月) ISBN 4-10-128117-3
- 陋巷に在り6-劇の巻 (1999年11月) ISBN 4-10-128118-1
- 陋巷に在り7-医の巻 (2002年9月) ISBN 4-10-128119-X
- 陋巷に在り8-冥の巻 (2003年1月) ISBN 4-10-128120-3
- 陋巷に在り9-眩の巻 (2003年6月) ISBN 4-10-128121-1
- 陋巷に在り10-命の巻 (2003年10月) ISBN 4-10-128122-X
- 陋巷に在り11-顔の巻 (2004年2月) ISBN 4-10-128123-8
- 陋巷に在り12-聖の巻 (2004年6月) ISBN 4-10-128124-6
- 陋巷に在り13-魯の巻 (2004年11月) ISBN 4-10-128125-4

### コミック版
羽生生純作画によるコミック版がBUNCH COMICSより全3巻で出版されている。連載は雑誌ではなくweb@バンチでのWeb連載であった。
1. 陋巷に在り-顔回伝奇 2009年9月 ISBN 978-4107715135
2. 陋巷に在り-顔回伝奇 2009年10月 ISBN 978-4107715142
3. 陋巷に在り-顔回伝奇 2009年10月 ISBN 978-4107715159